# Closterium peracerosum
Closterium peracerosum  là một loài Song tinh tảo trong họ Desmidiaceae, thuộc chi Closterium.